# Чемпіонат Сан-Марино з футболу 2001—2002
Чемпіонат Сан-Марино з футболу 2001—2002 — 17-й сезон чемпіонату Сан-Марино з футболу. Чемпіоном став «Доманьяно».
| Чемпіон Сан-Марино 2001—02 |
| -------------------------- |
| «Доманьяно» 2-й титул      |

## Учасники
У чемпіонаті брали участь 15 команд.
| Клуб              | Місто         |
| ----------------- | ------------- |
| Кайлунго          | Борго-Маджоре |
| Космос            | Серравалле    |
| Доманьяно         | Доманьяно     |
| Фаетано           | Фаетано       |
| Монтевіто         | Фйорентіно    |
| Фольгоре/Фальчано | Серравалле    |
| Ювенес-Догана     | Серравалле    |
| Ла Фіоріта        | Монтеджардіно |
| Лібертас          | Борго-Маджоре |
| Мурата            | Сан-Марино    |
| Пеннаросса        | К'єзануова    |
| Сан-Джованні      | Борго-Маджоре |
| Тре Фйорі         | Фйорентіно    |
| Тре Пенне         | Сан-Марино    |
| Віртус            | Аккуавіва     |

## Турнірна таблиця

### Група А
| М | Команда           | І  | В  | Н | П  | МЗ | МП | РМ  | О  | Кваліфікація або пониження в класі         |
| - | ----------------- | -- | -- | - | -- | -- | -- | --- | -- | ------------------------------------------ |
| 1 | Кайлунго          | 21 | 11 | 7 | 3  | 31 | 18 | +13 | 40 | Кваліфікація у Плей-оф                     |
| 2 | Доманьяно Ч       | 21 | 10 | 6 | 5  | 36 | 27 | +9  | 36 | Кваліфікаційний раунд Кубка УЄФА 2002–2003 |
| 3 | Фаетано           | 21 | 10 | 5 | 6  | 27 | 22 | +5  | 35 | Кваліфікація у Плей-оф                     |
| 4 | Віртус            | 21 | 10 | 5 | 6  | 40 | 24 | +16 | 35 |                                            |
| 5 | Фольгоре/Фальчано | 21 | 8  | 4 | 9  | 37 | 37 | 0   | 28 |                                            |
| 6 | Сан-Джованні      | 21 | 6  | 6 | 9  | 27 | 35 | −8  | 24 |                                            |
| 7 | Ла Фіоріта        | 21 | 1  | 6 | 14 | 12 | 42 | −30 | 9  |                                            |
| 8 | Ювенес-Догана     | 21 | 0  | 3 | 18 | 13 | 59 | −46 | 3  |                                            |

Джерела: soccerway.com
Правила класифікації: 
1) очок; 2) очок в очних зустрічах; 3) різниця м'ячів в очних зустрічах; 4) забито м'ячів в очних зустрічах; 5) різниця м'ячів; 6) кіл-ть забитих м'ячів.
(Ч) = Чемпіон; (Пн)/(В) = Понижено в класі/Вибув; (Пв) = Підвищення в класі; (ПП) = Переможець плей-оф; (Н) = Перехід до наступного раунду. 
Застосовується тільки коли сезон ще не закінчений: 
(К) = Кваліфікований до раунду турніру; (КН) = Кваліфікований до турніру, але не до конкретного раунду; (Д) = Дискваліфікований з турніру.

Head-to-Head: used when head-to-head record is used to rank tied teams.

### Група B
| М | Команда    | І  | В  | Н | П  | МЗ | МП | РМ  | О  | Кваліфікація або пониження в класі |
| - | ---------- | -- | -- | - | -- | -- | -- | --- | -- | ---------------------------------- |
| 1 | Космос     | 20 | 15 | 4 | 1  | 46 | 16 | +30 | 49 | Кваліфікація у Плей-оф             |
| 2 | Пеннаросса | 20 | 14 | 4 | 2  | 41 | 19 | +22 | 46 | Кваліфікація у Плей-оф             |
| 3 | Лібертас   | 20 | 13 | 3 | 4  | 38 | 18 | +20 | 42 | Кваліфікація у Плей-оф             |
| 4 | Мурата     | 20 | 10 | 3 | 7  | 40 | 27 | +13 | 33 |                                    |
| 5 | Тре Фйорі  | 20 | 5  | 3 | 12 | 21 | 30 | −9  | 18 |                                    |
| 6 | Монтевіто  | 20 | 4  | 6 | 10 | 27 | 38 | −11 | 18 |                                    |
| 7 | Тре Пенне  | 20 | 1  | 7 | 12 | 16 | 40 | −24 | 10 |                                    |

Джерела: soccerway.com
Правила класифікації: 
1) очок; 2) очок в очних зустрічах; 3) різниця м'ячів в очних зустрічах; 4) забито м'ячів в очних зустрічах; 5) різниця м'ячів; 6) кіл-ть забитих м'ячів.
(Ч) = Чемпіон; (Пн)/(В) = Понижено в класі/Вибув; (Пв) = Підвищення в класі; (ПП) = Переможець плей-оф; (Н) = Перехід до наступного раунду. 
Застосовується тільки коли сезон ще не закінчений: 
(К) = Кваліфікований до раунду турніру; (КН) = Кваліфікований до турніру, але не до конкретного раунду; (Д) = Дискваліфікований з турніру.

Head-to-Head: used when head-to-head record is used to rank tied teams.

## Плей-оф
У Плей-оф брали участь 3 найкращі команди кожної групи. Команда, яка програла двічі, вибуває.

### Перший раунд
| 13 квітня 2002 |

| Пеннаросса     | 1-2 (дч) | Фаетано                     |
| -------------- | -------- | --------------------------- |
| Калканіні 105' |          | Маццолі 118', П.Донаті 120' |

|  |

| 13 квітня 2002 |

| Доманьяно                                           | 4-2 (дч) | Лібертас                    |
| --------------------------------------------------- | -------- | --------------------------- |
| Дуреллі 41', Н.Баччоккі 81', Моррі 97', Фамбрі 107' |          | Мачіна 19', Д.Токкачелі 40' |

|  |

### Другий раунд
| 17 квітня 2002 |

| Кайлунго                            | 3-0 | Фаетано |
| ----------------------------------- | --- | ------- |
| Тосі 29', де Луїджі 56', Романі 65' |     |         |

|  |

| 17 квітня 2002 |

| Космос     | 1-0 | Доманьяно |
| ---------- | --- | --------- |
| Протті 63' |     |           |

|  |

### Третій раунд
| 20 квітня 2002 |

| Фаетано       | 1-2 | Лібертас                        |
| ------------- | --- | ------------------------------- |
| А.Маццолі 88' |     | А.Токкачелі 6', Д.Токкачелі 87' |

|  |

| 20 квітня 2002 |

| Доманьяно  | 1-0 (дч) | Пеннаросса |
| ---------- | -------- | ---------- |
| Фабрі 103' |          |            |

|  |

### Четвертий раунд
| 22 квітня 2002 |

| Кайлунго          | 2-1 | Космос        |
| ----------------- | --- | ------------- |
| Андреїні 36', 90' |     | А.Пьеріні 80' |

|  |

| 25 квітня 2002 |

| Лібертас        | 1-3 | Доманьяно            |
| --------------- | --- | -------------------- |
| А.Токкачелі 77' |     | Фамбрі 53', 73', 79' |

|  |

### Півфінал
| 29 квітня 2002 |

| Космос | 0-1 | Доманьяно  |
| ------ | --- | ---------- |
|        |     | Фамбрі 85' |

|  |

### Фінал
| 3 травня 2002 |

| Кайлунго | 0-1 | Доманьяно         |
| -------- | --- | ----------------- |
|          |     | Боніфаці Лука 55' |

|  |